# کیویککو
کیویکْکو (به فنلاندی: Kivikko) یک منطقهٔ مسکونی در فنلاند است که در هلسینکی واقع شده‌است. کیویککو ۲٫۸۴ کیلومتر مربع مساحت و ۵٬۰۰۶ نفر جمعیت دارد.